# Ruscus aculeatus
Il pungitopo (Ruscus aculeatus L.) è  un arbusto sempreverde con tipiche bacche rosse impiegate come ornamento natalizio, appartenente alla famiglia delle Asparagaceae.

## Descrizione

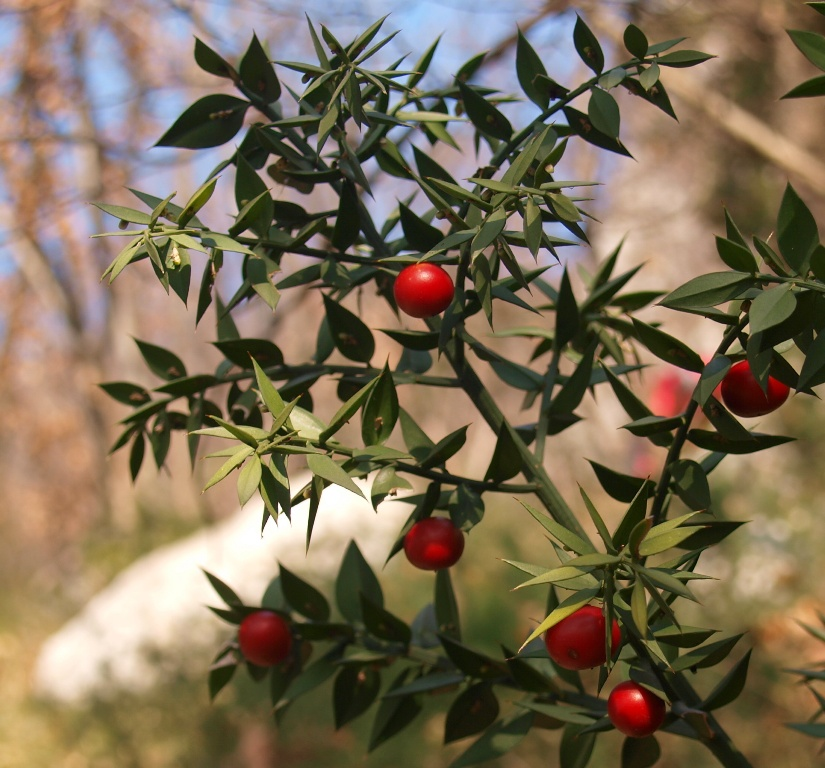
Foglie e frutti

Il pungitopo è una pianta cespugliosa sempreverde alta dai 30 agli 80 cm, provvista di cladodi, fusti trasformati che hanno assunto la funzione delle foglie, divenendo ovali, appiattiti e rigidi, con estremità pungenti. Poco sopra la base dei cladodi, in primavera, si schiudono i minuscoli fiori verdastri, e quindi i frutti, che maturano in inverno, e che sono vistose bacche scarlatte grosse come ciliegie. 
La pianta è dioica, cioè porta fiori, unisessuali, in due piante diverse, una con i fiori maschili e una con i fiori femminili, che producono le bacche.

## Distribuzione e habitat
È una specie dell'Eurasia ma si spinge anche nella regione mediterranea, nella regione centro-europea e anche in quella atlantica.
Costituisce una delle componenti del sottobosco delle pinete e delle leccete nel bioma mediterraneo, mentre nelle foreste decidue è riscontrabile in querceti ma, in alcuni casi, anche in faggete di bassa quota.
Vive specialmente nei terreni calcarei contenente 2-3% di sali di calcio solubili, nelle zone aride e nei pendii .

## Usi
Il pungitopo viene coltivato come pianta ornamentale, soprattutto come decorazione durante le feste natalizie.
Il nome fa riferimento al fatto che anticamente le sue foglie, taglienti, venivano messe attorno alle provviste, per salvaguardarle dai topi.
I germogli di pungitopo, dal gusto amarognolo, raccolti da marzo a maggio, vengono utilizzati in cucina con la stessa modalità degli asparagi, lessati per insalate, minestre o frittate.
I semi, opportunamente tostati, venivano un tempo impiegati come sostituti del caffè.
Nella medicina popolare, per le doti diuretiche che possiede, è usato nella “composizione delle cinque radici”, che comprende pungitopo, prezzemolo, sedano, finocchio e asparago.
Tra i componenti principali del rusco vanno citati i flavonoidi con il rutoside. È proprio quest'ultimo ad essere indicato e definito come vitamina P (cioè con caratteristiche simili), e quindi indicato per aumentare la resistenza delle pareti dei capillari. Quindi, il suo utilizzo principale è nella terapia delle varici venose, delle emorroidi, delle flebiti. La pianta viene indicata anche come antinfiammatorio, diuretico e antireumatico.
Abitualmente il rusco viene prescritto per via orale, tramite il decotto.